# (7612) 1996 CN2
1996 سي أن 2 (ويعرف أيضًا باسم (7612) 1996 سي أن 2 وفق تسمية الكوكب الصغير) (بالإنجليزية: 1996 CN2)‏ هو كويكب ضمن حزام الكويكبات؛ وترتيبه 7612 من حيث الاكتشاف.
اكتُشف هذا الجُرم الفلكي بواسطة هيروشي كانيدا في 12 فبراير 1996.

## وصلات خارجية
- (7612) 1996 CN2 في قاعدة بيانات مختبر الدفع النفاث لأجرام النظام الشمسي الصغيرة

- الاكتشاف · مخطط المدار ·  العناصر المدارية · المعلمات المادية

- (7612) 1996 CN2 على موقع ويكي سكاي: DSS2, SDSS, GALEX, IRAS, Hydrogen α, X-Ray, Astrophoto, Sky Map, Articles and images